# Schizogonioidea
De Schizogonioidea zijn een superfamilie van uitgestorven weekdieren uit de klasse van de Gastropoda (slakken).

## Families
- † Pseudowortheniellidae Bandel, 2009
- † Schizogoniidae Cox, 1960